# رالف ئی. فلاندر
رالف ئی. فلاندر (به انگلیسی: Ralph E. Flanders) سناتور سابق عضو حزب جمهوری‌خواه ایالات متحده آمریکا بود. وی در سال ۱۹۴۶ تا ۱۹۵۹ میلادی سناتور ایالت ورمانت در سنای ایالات متحده آمریکا بود.